# Министерство сельского хозяйства Азербайджана
Министерство сельского хозяйства Азербайджана (азерб. Azərbaycan Respublikasının Kənd Təsərrüfatı Nazirliyi — центральный государственный орган, осуществляющий политику в сфере сельского хозяйства.

## История

### Период АДР
28 мая 1918 года в составе правительства АДР создано Министерство земледелия и труда. 15 октября 1918 года трансформировано в Министерство государственного имущества и земледелия.

### Период Азербайджанской ССР
После установления советской власти 28 апреля 1920 года в составе Совета Народных Комиссаров создан Народный Комиссариат земледелия. В состав Комиссариата земледелия входил отдел сельского хозяйства. Комиссариат осуществлял деятельность до 1946 года.
В январе 1946 года Комиссариат земледелия преобразован в Министерство земледелия, а в феврале 1946 года - в Министерство сельского хозяйства.
15 февраля 1947 года Министерство технических растений объединено с Министерством сельского хозяйства.
До 1962 года действовало Министерство заготовок Азербайджанской ССР.
31 марта 1962 года Министерство сельского хозяйства и Министерство заготовок были упразднены.
Вместо них создано Министерство производства и заготовок сельскохозяйственных продуктов.
С 1986 года Министерство существовало под названием Государственный агропромышленный комитет.

### Период с 1991 года
В 1992 году создано Министерство сельского хозяйства и продовольствия. В 1993 году преобразовано в Министерство сельского хозяйства.

## Структура
В состав Министерства входят:
- Отдел инвестиций
- Отдел выращивания фруктов и овощеводства
- Отдел организации и мониторинга растениеводства
- Отдел организации и мониторинга животноводства
- Отдел по работе с фермерами, ассоциациями и кооперативами
- Отдел контроля по использованию земельных ресурсов
- Отдел международного сотрудничества
- Отдел внедрения информационных технологий и электронного управления

Организации, подотчётные Министерству
- Центр аграрных инноваций
- Агентство аграрных услуг
- Агентство по аграрному кредитованию и развитию
- Азербайджанский государственный аграрный университет
- ОАО Аграрные заготовки и снабжение
- Центр аграрных исследований
- НИИ овощеводства
- Республиканская научная библиотека сельского хозяйства
- Государственный зерновой фонд
- Республиканский Государственный музей сельского хозяйства

## Задачи
Министерство сельского хозяйства осуществляет государственную политику в последующих областях:
- в области развития производства и переработки сельскохозяйственной продукции;
- в области оказания необходимой услуги и информационном обеспечении производителей сельскохозяйственной продукции;
- в области мелиорации и водного хозяйства, ветеринарии, растительного карантина и эффективного использования земель;
- в области осуществления единой научно-технической политики в аграрном секторе, организации выработки и выполнения приоритетных исследовательских программ в растениеводстве и животноводстве;
- в области обеспечения продовольственной безопасности страны;
- в области обеспечения экономического и социального развития сел и сельских местностей.

## Функции
В обязанности Министерства входят:
- осуществлять государственную политику в аграрной области
- контролировать соблюдение законодательства в аграрной сфере
- принимать участие в подготовке и осуществлении государственной политики в области развития инфраструктуры и в подготовке нормативно-правовых актов по вопросам, относящимся к деятельности Министерства и действующих при нём государственных Агентств и Служб
- осуществлять государственную политику в области мелиорации и водного хозяйства, ирригации
- проводить единую научно-техническую политику в аграрной области
- проводить государственную политику в области продовольственной безопасности страны
- осуществлять ветеринарную службу, контролировать производство безопасных продовольственной продукции и сырья
- организовать защиту растений и карантин на территории Азербайджанской Республики
- вести политику выдачи кредитов в аграрном секторе на социально-экономическое развитие сельских местностей
- организовать бухгалтерский учёт и статистическую отчётность;
- исполнять другие обязанности, установленные законодательством Азербайджанской Республики

## Деятельность
С декабря 2024 года Министерством через информационную систему «Электронное сельское хозяйство» в электронном виде организуется сдача земель сельскохозяйственного назначения жителям Карабаха в аренду в льготном порядке. Земли передаются размером от 5 гектар.

## Международное сотрудничество
В промежутке с 1994 по 2004 гг. в аграрном секторе Азербайджана осуществлялись проекты различных программ для приобретения передового международного опыта, усовершенствования рыночной экономики:
- 6 проектов программы ТACIS («Учредительная помощь Министерству сельского хозяйства», "Помощь семейным и коммерческим фермерам ", «Приватизация в Азербайджане сектора распределения продовольственных продуктов», «Проект региональной аграрной реформы 1», «Оказание помощи банковской деятельности в аграрной сфере, создание сельских кредитных организаций», «Объединения содействия региональному пилотному агробизнесу», «Последующее развитие аграрного кредитного фонда»);
- 2 проекта Всемирного банка («Создание образцового частного сельсхозпредприятия», «Развитие и кредитование сельского хозяйства»);
- 3 проекта организации GTZ правительства Германии («Поддержка частных инициатив в сельском хозяйстве», «Интегрированное продовольственное обеспечение», «Консультация по аграрной политике»);
- 2 проекта Программа PSO Голландии («Развитие и создание в Азербайджане базы картофельного семеноводства», «Создание службы искусственного оплодотворения»);
- 1 проект правительства Японии («Увеличение продовольственной продукции в Азербайджане-2KR»);
- 4 проекта Продовольственной и сельскохозяйственной организации ООН («Инвентаризация зеленого покрова и использование земель методом зондирования из дальнего расстояния», «Усиление фитосанитарной службы», «Усиление мероприятий по диагностике, борьбе и контролю за быстроинфицированной болезнью животных», «Помощь вакцинами для поддержки ветеринарной сферы»);
- 1 проект Международного Фонда развития сельского хозяйства (IFAD) («Проект развития горных и высокогорных территорий»);
- 1 проект Европейской Комиссии («Продовольственная безопасность»).

## Аграрные реформы Министерства
В 1994 в период президентства Гейдара Алиева было проведено 9 совещаний, посвящённых сельскохозяйственным вопросам. В результате этих совещаний была создана юридическая база для проведения аграрных реформ. 18 февраля 1995 года были приняты законы «Об основах аграрной реформы» и «О реформе колхозов и совхозов».
16 июля 1996 года был принят закон «О земельной реформе».
24 ноября 2003 года Президентом Республики Ильхамом Алиевым был подписан указ «О мерах по ускорению социально-экономического развития в Азербайджанской Республике».
11 февраля 2004 года была введена «Государственная Программа по социально-экономическому развитию (2004—2008 годы) регионов Азербайджанской Республики».
23 октября 2004 года было создано Открытое Акционерное Общество «Агролизинг» по Указу Президента.
Проведение аграрных реформ способствовало динамичному развитию сельского хозяйства. В 2004-м году производство зерна увеличилось в 2,3 раза, картофеля — в 5,9 раза, бахчевых культур — в 8,5 раза, овощей — в 2,5 раза, фруктов и ягод — в 1,3 раза, мяса — в 1,9 раза, молока — в 1,4 раза, яиц — в 1,5 раза, поголовье крупного рогатого скота — в 1,3 раза, поголовье овец и коз — в 1,6 раза.

## Научно-исследовательский институт овощеводства
Научно-исследовательский институт овощеводства был создан по постановлению Совета министров Азербайджанской ССР от 6 мая 1965 года. Целью НИИ была разработка и осуществление селекции овощей, картофеля и бахчевых растений, семеноводческих, агротехнических и защитных мер. В 2018 году институт был закрыт на реконструкцию. По распоряжению «О мерах по развитию семеноводства» от 4 июля 2016 года на территории института построили комплекс по производству семян картофеля и овощей. Открытие реконструированного НИИ состоялось в январе 2019 года.

## Министры сельского хозяйства Азербайджана

### Азербайджанская ССР
Народные комиссары земледелия
- Абульфат Мамедов (10 июня 1937 — апрель 1938)

Министры сельского хозяйства
- 1947—1950 — Имам Мустафаев
- 1950—1954 — Ильяс Абдуллаев
- 1955—1959 — Гасан Сеидов
- 1960—1962 — Кулиев, Алекпер Мамед-оглы
- 1963—1970 — Шамиль Расизаде
- 1977—1985 — Мамед Аскеров
- 1985—1991 — ?

### Азербайджанская республика
- Музамиль Абдуллаев (23 мая 1991 — 30 июля 1992)
- Рахим Ашрафов (30 июля 1992 — 5 мая 1993)
- Тофик Гусейнли[азерб.] (5 мая 1993 — 12 мая 1993)
- Музамиль Абдуллаев (30 июля 1993 — 15 октября 1994)
- Иршад Алиев (16 октября 1994 — 23 октября 2004)
- Исмет Абасов (23 октября 2004 — 22 октября 2013)
- Гейдар Асадов (22 октября 2013 — 21 апреля 2018)
- Инам Керимов (21 апреля 2018 — 4 апреля 2023)[13][14]
- Меджнун Мамедов (с 14 апреля 2023)[15]